# Microcreadium parvum
Microcreadium parvum är en plattmaskart. Microcreadium parvum ingår i släktet Microcreadium och familjen Homalometridae. Inga underarter finns listade i Catalogue of Life.